# Cuil
Cuil (spreek uit als het Engelse 'cool') was een zoekmachine die zoekresultaten probeerde te sorteren op relevantie. Ook toonde Cuil kleine afbeeldingen bij de zoekresultaten. De makers van Cuil claimden dat hun index groter was dan die van andere zoekmachines.
Cuil werd ontwikkeld door  voormalige medewerkers van Google en IBM: Anna Patterson, Russell Power en Louis Monier van Google, en Tom Costello van IBM.
De interface van Cuil was anders dan die van de meeste grote zoekmachines. Cuil toonde twee of drie kolommen met resultaten, met een kleine afbeelding bij elk resultaat.
In september 2010 is de zoekmachine door een gestrande overname offline gegaan. Er zijn geen verdere plannen voor een vervolg op de zoekmachine.